# Теорема Тейлора
 Эта статья о многочленах Тейлора дифференцируемых функций. О рядах Тейлора аналитических функций см. соответствующую статью.
Теорема Тейлора даёт приближение к функции, дифференцируемой k раз, вблизи данной точки с помощью  многочлена Тейлора k-го порядка. Для аналитических функций многочлен Тейлора в данной точке является частичной суммой их ряда Тейлора, который, в свою очередь, полностью определяет функцию в некоторой окрестности точки. Точное содержание теоремы Тейлора до настоящего времени не согласовано. Конечно, существует несколько версий теоремы, применимых в различных ситуациях, и некоторые из этих версий содержат оценки ошибки, возникающей при приближении функции с помощью многочлена Тейлора.
Эта теорема названа в честь математика Брука Тейлора, который сформулировал одну из её версий в 1712 году. Явное выражение для ошибки приближения было дано намного позже Жозефом Лагранжем. Ранее, в 1671 году, Джеймсом Грегори уже было упомянуто следствие из теоремы.
Теорема Тейлора позволяет овладеть приёмами вычислений начального уровня, и она является одним из центральных элементарных инструментов в математическом анализе. При изучении математики она является начальной точкой для изучения асимптотического анализа. Теорема также используется в математической физике. Она также обобщается на функции нескольких переменных и векторные функции {\displaystyle f\,:\,\mathbb {R} ^{n}\rightarrow \mathbb {R} ^{m}} для любых размерностей {\displaystyle n} и {\displaystyle m}. Это обобщение теоремы Тейлора является базовым для определения так называемых струй, которые появляются в дифференциальной геометрии и в теории дифференциальных уравнений с частными производными.

## Предпосылки для введения теоремы
Если вещественно-значимая функция f(х) является дифференцируемой в точке a, то она имеет линейное приближение в точке a. Это означает, что существует функция h1 такая, что
{\displaystyle f(x)=f(a)+f'(a)(x-a)+h_{1}(x)(x-a),\quad \lim _{x\to a}h_{1}(x)=0.}
Здесь
{\displaystyle P_{1}(x)=f(a)+f'(a)(x-a)\ }
это линейное приближение функции f в точке a. График функции y = P1(x) является касательной к графику функции f в точке x = a. Ошибка приближения такова
{\displaystyle R_{1}(x)=f(x)-P_{1}(x)=h_{1}(x)(x-a).\ }
Заметим, что ошибка приближается к нулю немного быстрее, чем разница x − a приближается к нулю по мере того, как x стремится к a.
Если мы ищем лучшее приближение f, мы можем использовать многочлен второй степени вместо линейной функции. Вместо нахождения производной от f в точке a, мы можем найти две производные, получив таким образом многочлен, который так же как и f возрастает (или убывает), и так же как и f имеет выпуклость (или вогнутость) в точке a. Многочлен второй степени (квадратный многочлен) в этом случае будет выглядеть следующим образом:
{\displaystyle P_{2}(x)=f(a)+f'(a)(x-a)+{\frac {f''(a)}{2}}(x-a)^{2}.}
Теорема Тейлора позволяет убедиться, что квадратичное приближение является, в достаточно малой окрестности точки a, лучшим приближением, чем линейное. В частности,
{\displaystyle f(x)=P_{2}(x)+h_{2}(x)(x-a)^{2},\qquad \lim _{x\to a}h_{2}(x)=0.}
Здесь ошибка приближения такова
{\displaystyle R_{2}(x)=f(x)-P_{2}(x)=h_{2}(x)(x-a)^{2}\ }
которая, при ограниченном характере h2, приближается к нулю быстрее, чем приближается к нулю (x − a)2 по мере того, как x стремится к a.
Таким образом, мы будем продолжать получать более хорошие приближения к f, если будем использовать многочлены всё более высокой степени. В общем, ошибка в приближении функции с помощью полиномов порядка k будет приближаться к нулю немного быстрее, чем приближается к нулю (x − a)k по мере того как x стремится к a.
Это следствие имеет асимптотическую природу: оно лишь говорит нам, что ошибка Rk приближения с помощью многочленов Тейлора k-го порядка Pk приближается к нулю быстрее, чем ненулевой многочлен k-го порядка по мере того как x → a. Оно не говорит нам, насколько велика ошибка в любой окрестности центра приближения, но для этого существует формула для остатка (приведена ниже).
Наиболее полные версии теоремы Тейлора как правило приводят к равномерным оценкам ошибки приближения в малой окрестности центра приближения, но эти оценки не являются адекватными для окрестностей, которые слишком велики, даже если функция f является аналитической. В этой ситуации следует выбирать несколько многочленов Тейлора с разными центрами приближения, чтобы иметь надёжное Тейлорово приближение к исходной функции (см. Анимированный рисунок выше). Возможна также ситуация, когда возрастание порядка многочлена не увеличивает качество приближения вообще, даже если функция f дифференцируется бесконечное число раз. Такой пример приведён ниже.

## Теорема Тейлора для функций от одной вещественной переменной

### Формулировка теоремы
Точная формулировка большинства базовых версий теоремы такова.

Теорема Тейлора Пусть k ≥ 1 является целым, и пусть функция f : R → R является k раз дифференцируемой в точке a ∈ R. Тогда существует функция hk : R → R такая, что
{\displaystyle f(x)=f(a)+f'(a)(x-a)+{\frac {f''(a)}{2!}}(x-a)^{2}+\cdots +{\frac {f^{(k)}(a)}{k!}}(x-a)^{k}+h_{k}(x)(x-a)^{k},\qquad \lim _{x\to a}h_{k}(x)=0.}
Многочлен, возникающий в теореме Тейлора, является многочленом Тейлора k-го порядка
{\displaystyle P_{k}(x)=f(a)+f'(a)(x-a)+{\frac {f''(a)}{2!}}(x-a)^{2}+\cdots +{\frac {f^{(k)}(a)}{k!}}(x-a)^{k}}
функции f в точке a.
Теорема Тейлора описывает асимптотическое поведение остаточного члена
{\displaystyle \ R_{k}(x)=f(x)-P_{k}(x),}
который является ошибкой при нахождении приближения функции f с помощью многочленов Тейлора. Используя «O» большое и «o» малое теорему Тейлора можно сформулировать так
{\displaystyle R_{k}(x)=o(|x-a|^{k}),\qquad x\to a.}

### Формулы для остатка
Существует несколько точных формул для остаточного члена Rk многочлена Тейлора, наиболее общая из которых следующая.

Остаток в форме среднего значения. Пусть функция f : R → R является k+1 раз дифференцируемой на интервале {\displaystyle (a,x)} и непрерывной на отрезке {\displaystyle [a,x]}. Тогда
{\displaystyle \exists \,\xi _{L}\in (a,x):R_{k}(x)={\frac {f^{(k+1)}(\xi _{L})}{(k+1)!}}(x-a)^{k+1}.}
Это остаточный член в форме Лагранжа. При тех же условиях
{\displaystyle \exists \,\xi _{C}\in (a,x):R_{k}(x)={\frac {f^{(k+1)}(\xi _{C})}{k!}}(x-\xi _{C})^{k}(x-a).}

Это остаточный член в форме Коши.
Эти уточнения теоремы Тейлора обычно выводятся с помощью формулы конечных приращений.
Можно так же найти и другие выражения для остатка. Например, если G(t) является непрерывной на закрытом интервале и дифференцируемой с нестремящейся к нулю производной на открытом интервале между a и x, то
{\displaystyle R_{k}(x)={\frac {f^{(k+1)}(\xi )}{k!}}(x-\xi )^{k}{\frac {G(x)-G(a)}{G'(\xi )}}}
для некоторого числа ξ между a и x. Эта версия охватывает формы Лагранжа и Коши как частные случаи, и выводится с помощью теоремы Коши о среднем значении (расширенной версии теоремы Лагранжа о среднем значении).
Запись формулы для остатка в интегральной форме является более общей, чем предыдущие формулы, и требует понимания интегральной теории Лебега. Однако она сохраняется также для интеграла Римана при условии, что производная порядка (k+1) от f является непрерывной на закрытом интервале [a,x].

Интегральная форма записи формулы для остатка Пусть f(k) является абсолютно непрерывной на закрытом интервале между a и x. Тогда
{\displaystyle R_{k}(x)=\int _{a}^{x}{\frac {f^{(k+1)}(t)}{k!}}(x-t)^{k}\,dt.}
Вследствие абсолютной непрерывности f(k) на закрытом интервале между a и x, её производная f(k+1) существует как L1-функция, и это следствие может быть получено с помощью формальных вычислений с использованием теоремы Ньютона — Лейбница и интегрирования по частям.

### Оценки остатка
На практике часто бывает полезно численно оценить величину остаточного члена приближения Тейлора.
Будем считать, что f является (k+1)-раз непрерывно дифференцируемой на интервале I, содержащем a. Будем считать, что существуют действительные постоянные числа q и Q такие, что
{\displaystyle q\leq f^{(k+1)}(x)\leq Q}
на всём протяжении I. Тогда остаточный член удовлетворяет неравенству
{\displaystyle q{\frac {(x-a)^{k+1}}{(k+1)!}}\leq R_{k}(x)\leq Q{\frac {(x-a)^{k+1}}{(k+1)!}},}
если x > a, и схожая оценка, если x < a. Это простое следствие из формулы остатка в Лагранжевой форме. В частности, если
{\displaystyle |f^{(k+1)}(x)|\leq M}
на интервале I = (a−r,a+r) с некоторым r>0, то
{\displaystyle |R_{k}(x)|\leq M{\frac {|x-a|^{k+1}}{(k+1)!}}\leq M{\frac {r^{k+1}}{(k+1)!}}}
для всех x∈(a−r,a+r). Второе неравенство называется равномерной оценкой, потому что она сохраняет равномерность для всех x на интервале (a−r,a+r).

### Пример
Допустим, мы хотим найти приближение функции f(x) = ex на интервале [−1,1] и убедиться, что ошибка не превышает значения 10−5. В этом примере считаем, что нам известны следующие свойства экспоненциальной функции:
{\displaystyle (*)\qquad e^{0}=1,\qquad {\frac {d}{dx}}e^{x}=e^{x},\qquad e^{x}>0,\qquad x\in \mathbb {R} .}
Из этих свойств следует, что f(k)(x) = ex для всех k, и в частности, f(k)(0) = 1. Отсюда следует, что многочлен Тейлора k-го порядка функции f в точке 0 и его остаточного члена в форме Лагранжа даётся формулой
{\displaystyle P_{k}(x)=1+x+{\frac {x^{2}}{2!}}+\cdots +{\frac {x^{k}}{k!}},\qquad R_{k}(x)={\frac {e^{\xi }}{(k+1)!}}x^{k+1},}
где ξ — это некоторое число между 0 и x.
Поскольку ex возрастает согласно (*), мы можем использовать ex ≤ 1 для x ∈ [−1, 0], чтобы оценить остаток на подынтервале [−1, 0]. Для нахождения верхней границы значения остатка на интервале [0,1], можем использовать свойство eξ<<ex для 0<ξ<x, чтобы оценить
{\displaystyle e^{x}=1+x+{\frac {e^{\xi }}{2}}x^{2}<1+x+{\frac {e^{x}}{2}}x^{2},\qquad 0<x\leq 1}
используя многочлен Тейлора второго порядка. Выражая из этого неравенства ex, приходим к выводу, что
{\displaystyle e^{x}\leq {\frac {1+x}{1-{\frac {x^{2}}{2}}}}=2{\frac {1+x}{2-x^{2}}}\leq 4,\qquad 0\leq x\leq 1}
приняв, что числитель принимает максимальное из всех своих возможных значений, а знаменатель принимает минимальное из всех своих возможных значений. Используя эти оценки значений ex, мы видим, что
{\displaystyle |R_{k}(x)|\leq {\frac {4|x|^{k+1}}{(k+1)!}}\leq {\frac {4}{(k+1)!}},\qquad -1\leq x\leq 1,}
и требуемая точность определённо достигается в том случае, когда
{\displaystyle {\frac {4}{(k+1)!}}<10^{-5}\quad \Leftrightarrow \quad 4\cdot 10^{5}<(k+1)!\quad \Leftrightarrow \quad k\geq 7.}
(где факториал 7!=5 040 и 8!=40 320.) В конечном счёте, теорема Тейлора приводит к приближению
{\displaystyle e^{x}=1+x+{\frac {x^{2}}{2!}}+\ldots +{\frac {x^{7}}{7!}}+R_{7}(x),\qquad |R_{7}(x)|<10^{-5},\qquad -1\leq x\leq 1.}
Отметим, что это приближение позволяет вычислить значение e≈2.71828 с точностью до пятого знака после запятой.

## Аналитичность

### Разложение Тейлора для вещественных аналитических функций
Пусть {\displaystyle I\subset \mathbb {R} } является открытым интервалом. По определению, функция {\displaystyle f\,:\,I\rightarrow \mathbb {R} } является вещественной аналитической, если она на данном участке определена сходимостью степенного ряда. Это означает, что для каждого {\displaystyle a\in I} существует некоторое r > 0 и последовательность коэффициентов ck ∈ R такая, что (a − r, a + r) ⊂ I и
{\displaystyle f(x)=\sum _{k=0}^{\infty }c_{k}(x-a)^{k}=c_{0}+c_{1}(x-a)+c_{2}(x-a)^{2}+\cdots ,\qquad |x-a|<r.}
В общем, радиус сходимости степенного ряда может быть вычислен по формуле Коши–Адамара
{\displaystyle {\frac {1}{R}}=\limsup _{k\to \infty }|c_{k}|^{\frac {1}{k}}.}
Этот результат основан на сравнении с бесконечно убывающей геометрической прогрессией, и тот же самый метод показывает, что если степенной ряд, разложенный по a, сходится для некоторого b∈R, он должен сходиться равномерно на закрытом интервале [a − rb, a + rb], где rb = |b − a|. Здесь мы только рассмотрели сходимость степенного ряда, и не исключено, что область (a − R,a + R) расширяется за пределы области определения I функции f.
Многочлен Тейлора от вещественной аналитической функции f в точке a
{\displaystyle P_{k}(x)=\sum _{j=0}^{k}c_{j}(x-a)^{j},\qquad c_{j}={\frac {f^{(j)}(a)}{j!}}}
является простым усечением определённого на некотором интервале соответствующего степенного ряда этой функции, и остаточный член на данном интервале даётся аналитической функцией
{\displaystyle R_{k}(x)=\sum _{j=k+1}^{\infty }c_{j}(x-a)^{j}=(x-a)^{k}h_{k}(x),\qquad |x-a|<r.}
Здесь функция
{\displaystyle h_{k}:(a-r,a+r)\to \mathbb {R} ;\qquad h_{k}(x)=(x-a)\sum _{j=0}^{\infty }c_{k+1+j}(x-a)^{j}}
также является аналитической, поскольку её степенной ряд имеет тот же радиус сходимости, что и исходный ряд. При условии, что [a − r, a + r] ⊂ I и r < R, все эти ряды сходятся равномерно на интервале (a − r, a + r). Конечно, в случае аналитических функций можно оценить остаточный член Rk(x) путём «обрезания» последовательности производных f′(a) в центре приближения, но при использовании комплексного анализа появляются и другие возможности, которые описаны ниже.

### Теорема Тейлора и сходимость ряда Тейлора
Существует разногласие между многочленами Тейлора дифференцируемых функций и рядами Тейлора аналитических функций. Можно рассматривать (справедливо) ряд Тейлора
{\displaystyle f(x)\approx \sum _{k=0}^{\infty }c_{k}(x-a)^{k}=c_{0}+c_{1}(x-a)+c_{2}(x-a)^{2}+\ldots }
бесконечное число раз дифференцируемой функции f:R→R как её «многочлен Тейлора бесконечно большого порядка» в точке a. Теперь оценка остатка многочлена Тейлора подразумевает, что для любого порядка k и для любого r>0 существует постоянная Mk,r>0 такая, что
{\displaystyle (*)\quad |R_{k}(x)|\leq M_{k,r}{\frac {|x-a|^{k+1}}{(k+1)!}}}
для каждого x∈(a-r, a+r). Иногда эти постоянные могут быть выбраны таким образом, что Mk,r → 0, когда k → ∞ и r остаётся неизменной. Тогда ряд Тейлора функции f сходится равномерно к некоторой аналитической функции
{\displaystyle T_{f}:(a-r,a+r)\to \mathbb {R} ;\qquad T_{f}(x)=\sum _{k=0}^{\infty }{\frac {f^{(k)}(a)}{k!}}(x-a)^{k}.}
Тут важно упомянуть тонкий момент. Возможна ситуация, когда бесконечное число раз дифференцируемая функция f имеет ряд Тейлора в точке a, который сходится в некоторой открытой окрестности точки a, но предельная функция Tf отличается от f. Важным примером этого феномена является такой
{\displaystyle f:\mathbb {R} \to \mathbb {R} ;\qquad f(x)={\begin{cases}e^{-{\frac {1}{x^{2}}}}&,x>0,\\0&,x\leq 0.\end{cases}}}
Используя цепное правило можно показать индуктивно, что для любого порядка k,
{\displaystyle f^{(k)}(x)={\begin{cases}{\frac {p_{k}(x)}{x^{3k}}}e^{-{\frac {1}{x^{2}}}}&,x>0\\0&,x\leq 0\end{cases}}}
для некоторого многочлена pk. Функция {\displaystyle e^{-{\frac {1}{x^{2}}}}} стремится к нулю быстрее, чем любой полином, по мере того как x → 0, тогда f является бесконечное число раз дифференцируемой и f(k)(0) = 0 для каждого положительного целого k. Теперь оценки для остатка многочлена Тейлора функции f показывают, что ряд Тейлора сходится равномерно к нулевой функции на всей действительной числовой оси. Не будет ошибки в следующих утверждениях:
- Ряд Тейлора функции f сходится равномерно к нулевой функции Tf(x)=0.
- Нулевая функция является аналитической, и каждый коэффициент её ряда Тейлора равен нулю.
- Функция f является бесконечное число раз дифференцируемой, но не аналитической.
- Для любого k∈N и r>0 существует Mk, r>0 такое, что остаточный член многочлена Тейлора k-го порядка функции f удовлетворяет условию (*).

### Теорема Тейлора в комплексном анализе
Теорема Тейлора обобщает функции {\displaystyle f:\mathbb {C} \to \mathbb {C} }, которые являются комплексно дифференцируемыми на открытом подмножестве U ⊂ C комплексной плоскости. Однако её полезность снижена другими теоремами комплексного анализа, а именно: более полные версии подобных результатов могут быть выведены для комплексно дифференцируемых функций f : U → C с использованием интегральной формулы Коши как показано ниже.
Пусть r > 0 такое, что замкнутый круг B(z, r) ∪ S(z, r) содержится в U. Тогда интегральная формула Коши с положительной параметризацией γ(t)=reit окружности S(z, r) с t ∈ [0,2π] даёт
{\displaystyle f(z)={\frac {1}{2\pi i}}\int _{\gamma }{\frac {f(w)}{w-z}}dw,\quad f'(z)={\frac {1}{2\pi i}}\int _{\gamma }{\frac {f(w)}{(w-z)^{2}}}dw,\quad \ldots ,\quad f^{(k)}(z)={\frac {k!}{2\pi i}}\int _{\gamma }{\frac {f(w)}{(w-z)^{k+1}}}dw.}
Здесь все подынтегральные выражения являются непрерывными на окружности S(z, r), что обосновывает дифференцирование под знаком интеграла. В частности, если f является один раз комплексно дифференцируемой на открытом множестве U, то она фактически бесконечное число раз комплексно дифференцируема на U. Имеем оценку Коши
{\displaystyle |f^{(k)}(z)|\leq {\frac {k!}{2\pi }}\int _{\gamma }{\frac {M_{r}}{|w-z|^{k+1}}}dw={\frac {k!M_{r}}{r^{k}}},\qquad M_{r}=\max _{|w-c|=r}|f(w)|}
для любого z ∈ U и r > 0 такой, что B(z, r) ∪ S(c, r) ⊂ U. Эти оценки подразумевают, что комплексный ряд Тейлора
{\displaystyle f(z)\approx \sum _{k=0}^{\infty }{\frac {f^{(k)}(c)}{k!}}(z-c)^{k}}
функции f сходится равномерно в любом круге B(c, r) ⊂ U с S(c, r) ⊂ U в некоторой функции Tf. Кроме того, используя формулу интегрирования по контуру для производных f(k)(c),
{\displaystyle {\begin{aligned}T_{f}(z)=\ &\sum _{k=0}^{\infty }{\frac {(z-c)^{k}}{2\pi i}}\int _{\gamma }{\frac {f(w)}{(w-c)^{k+1}}}dw={\frac {1}{2\pi i}}\int _{\gamma }{\frac {f(w)}{w-c}}\sum _{k=0}^{\infty }{\Big (}{\frac {z-c}{w-c}}{\Big )}^{k}dw\\=\ &{\frac {1}{2\pi i}}\int _{\gamma }{\frac {f(w)}{w-c}}{\Big (}{\frac {1}{1-{\frac {z-c}{w-c}}}}{\Big )}dw={\frac {1}{2\pi i}}\int _{\gamma }{\frac {f(w)}{w-z}}dw=f(z),\end{aligned}}}
таким образом, любая комплексно дифференцируемая функция f на открытом множестве U ⊂ C является комплексно аналитической. Всё то, что было написано выше для вещественных аналитических функций справедливо также и для комплексных аналитических функций, где открытый интервал I заменён на открытое подмножество U ∈ C и a-центрированные интервалы (a − r, a + r) заменена на c-центрированные круги B(c, r). В частности, разложение Тейлора сохраняется в виде
{\displaystyle f(z)=P_{k}(z)+R_{k}(z),\qquad P_{k}(z)=\sum _{j=0}^{k}{\frac {f^{(k)}(c)}{k!}}(z-c)^{k},}
где остаточный член Rk является комплексно аналитическим. При рассмотрении рядов Тейлора методы комплексного анализа позволяют получить несколько более мощные результаты. Например, используя интегральную формулу для любого положительно ориентированную жорданову кривую γ которая параметризирует границу ∂W ⊂ U области W ⊂ U, можно получить выражение для производных f(j)(c) как показано выше, и слегка изменив расчёты для Tf(z) = f(z), прийти к точной формуле
{\displaystyle R_{k}(z)=\sum _{j=k+1}^{\infty }{\frac {(z-c)^{j}}{2\pi i}}\int _{\gamma }{\frac {f(w)}{(w-c)^{j+1}}}dw={\frac {(z-c)^{k+1}}{2\pi i}}\int _{\gamma }{\frac {f(w)dw}{(w-c)^{k+1}(w-z)}},\qquad z\in W.}
Важная особенность здесь состоит в том, что качество приближения с помощью многочлена Тейлора в области W ⊂ U является мажорируемым значениями функции f на границе ∂W ⊂ U. Так же, применяя оценки Коши к выражению остатка Ряда, получаем равномерные оценки
{\displaystyle |R_{k}(z)|\leq \sum _{j=k+1}^{\infty }{\frac {M_{r}|z-c|^{j}}{r^{j}}}={\frac {M_{r}}{r^{k+1}}}{\frac {|z-c|^{k+1}}{1-{\frac {|z-c|}{r}}}}\leq {\frac {M_{r}\beta ^{k+1}}{1-\beta }},\qquad {\frac {|z-c|}{r}}\leq \beta <1.}

### Пример
Функция f:R→R, определяемая уравнением
{\displaystyle f(x)={\frac {1}{1+x^{2}}}}
является вещественной аналитической, то есть, в данной области определяется её рядом Тейлора. Один из рисунков, приведённых выше, показывает, что некоторые очень просто задаваемые функции не могут быть выражены с помощью приближения Тейлора в окрестности центра приближения, если эта окрестность слишком велика. Это свойство легко понять в рамках комплексного анализа. Более конкретно, функция f расширяется до мероморфной функции
{\displaystyle f:\mathbb {C} \cup \{\infty \}\to \mathbb {C} \cup \{\infty \};\quad f(z)={\frac {1}{1+z^{2}}}}
на компактифицированной комплексной плоскости. Она имеет простые оси в точках z=i и z=−i, и она всюду аналитическая. Её ряд Тейлора, имеющий центром z0, сходится на любом круге B(z0,r) с r<|z-z0|, где тот же ряд Тейлора сходится при z∈C. Вследствие этого ряд Тейлора функции f, имеющий центром точку 0, сходится на B(0,1) и он не сходится для любого z∈C с |z|>1 вследствие имеющихся осей в точках i и −i. По тем же причинам ряд Тейлора функции f, имеющий центром точку 1, сходится на B(1,√2) и не сходится для любого z∈C с |z-1|>√2.

## Обобщения теоремы Тейлора

### Высшие порядки дифференцируемости
Функция f:Rn → R является дифференцируемой в точке a ∈ Rn тогда и только тогда, когда существует линейная форма L : Rn → R и функция h : Rn → R такая, что
{\displaystyle f({\boldsymbol {x}})=f({\boldsymbol {a}})+L({\boldsymbol {x}}-{\boldsymbol {a}})+h({\boldsymbol {x}})({\boldsymbol {x}}-{\boldsymbol {a}}),\qquad \lim _{{\boldsymbol {x}}\to {\boldsymbol {a}}}h({\boldsymbol {x}})=0.}
Если этот случай имеет место, то L = df(a) является дифференциалом функции f в точке a. Кроме того, когда частные производные функции f существуют в точке a, то дифференциал f в точке a даётся формулой
{\displaystyle df({\boldsymbol {a}})({\boldsymbol {v}})={\frac {\partial f}{\partial x_{1}}}({\boldsymbol {a}})v_{1}+\cdots +{\frac {\partial f}{\partial x_{n}}}({\boldsymbol {a}})v_{n}.}
Вводя мультииндекс, запишем
{\displaystyle |\alpha |=\alpha _{1}+\cdots +\alpha _{n},\quad \alpha !=\alpha _{1}!\cdots \alpha _{n}!,\quad {\boldsymbol {x}}^{\alpha }=x_{1}^{\alpha _{1}}\cdots x_{n}^{\alpha _{n}}}
для α ∈ Nn и x ∈ Rn. Если все частные производные k-го порядка функции f : Rn → R являются непрерывными в a ∈ Rn, то, по теореме Клеро, можно изменить порядок смешанных производных в точке a, тогда запись
{\displaystyle D^{\alpha }f={\frac {\partial ^{|\alpha |}f}{\partial x_{1}^{\alpha _{1}}\cdots \partial x_{n}^{\alpha _{n}}}},\qquad |\alpha |\leq k}
для частных производных высших порядков является правомерной в этой ситуации. То же самое является верным, если все частные производные (k − 1)-го порядка функции f существуют в некоторой окрестности точки a и являются дифференцируемыми в точке a. Тогда можно сказать, что функция f является k раз дифференцируемой в точке a .

### Теорема Тейлора для функций многих переменных
Теорема Тейлора для функций многих переменных. Пусть f : Rn → R является k раз дифференцируемой функцией в точке a∈Rn. Тогда существует  hα : Rn→R такая, что
{\displaystyle f({\boldsymbol {x}})=\sum _{|\alpha |=0}^{k}{\frac {D^{\alpha }f({\boldsymbol {a}})}{\alpha !}}({\boldsymbol {x}}-{\boldsymbol {a}})^{\alpha }+\sum _{|\alpha |=k}h_{\alpha }({\boldsymbol {x}})({\boldsymbol {x}}-{\boldsymbol {a}})^{\alpha },\qquad \lim _{{\boldsymbol {x}}\to {\boldsymbol {a}}}h_{\alpha }({\boldsymbol {x}})=0.}
Если функция f : Rn → R является k+1 раз непрерывно дифференцируемой в замкнутом шаре B, то можно получить точную формулу для остатка разложения Тейлора до частных производных (k+1)-го порядка от f в этой окрестности. А именно
{\displaystyle f({\boldsymbol {x}})=\sum _{|\alpha |=0}^{k}{\frac {D^{\alpha }f({\boldsymbol {a}})}{\alpha !}}({\boldsymbol {x}}-{\boldsymbol {a}})^{\alpha }+\sum _{|\beta |=k+1}R_{\beta }({\boldsymbol {x}})({\boldsymbol {x}}-{\boldsymbol {a}})^{\beta },\qquad R_{\beta }({\boldsymbol {x}})={\frac {|\beta |}{\beta !}}\int _{0}^{1}(1-t)^{|\beta |-1}D^{\beta }f{\big (}{\boldsymbol {a}}+t({\boldsymbol {x}}-{\boldsymbol {a}}){\big )}\,dt.}
В этом случае, вследствие непрерывности частных производных (k+1)-го порядка на компактном множестве B, непосредственно получаем
{\displaystyle {\big |}R_{\beta }({\boldsymbol {x}})|\leq {\frac {|\beta |}{\beta !}}\max _{|\alpha |=|\beta |}\max _{{\boldsymbol {y}}\in B}|D^{\alpha }f({\boldsymbol {y}})|,\qquad {\boldsymbol {x}}\in B.}

## Доказательства

### Доказательство теоремы Тейлора для одной вещественной переменной
Пусть
{\displaystyle h_{k}(x)={\begin{cases}{\frac {f(x)-P(x)}{(x-a)^{k}}}&x\not =a\\0&x=a\end{cases}}}
где, как указано в формулировке теоремы Тейлора,
{\displaystyle P(x)=f(a)+f'(a)(x-a)+{\frac {f''(a)}{2!}}(x-a)^{2}+\cdots +{\frac {f^{(k)}(a)}{k!}}(x-a)^{k}.}
Достаточно показать, что
{\displaystyle \lim _{x\to a}h_{k}(x)=0.}
Доказательство основано на повторяющемся применении правила Лопиталя. Заметим, что каждое j = 0,1,…,k−1, {\displaystyle f^{(j)}(a)=P^{(j)}(a)}. Отсюда каждая следующая производная числителя функции {\displaystyle h_{k}(x)} стремится к нулю в точке {\displaystyle x=a}, и то же самое справедливо для знаменателя. Тогда
{\displaystyle {\begin{aligned}\lim _{x\to a}{\frac {f(x)-P(x)}{(x-a)^{k}}}&=\lim _{x\to a}{\frac {{\frac {d}{dx}}(f(x)-P(x))}{{\frac {d}{dx}}(x-a)^{k}}}=\cdots =\lim _{x\to a}{\frac {{\frac {d^{k-1}}{dx^{k-1}}}(f(x)-P(x))}{{\frac {d^{k-1}}{dx^{k-1}}}(x-a)^{k}}}\\&={\frac {1}{k!}}\lim _{x\to a}{\frac {f^{(k-1)}(x)-P^{(k-1)}(x)}{x-a}}\\&={\frac {1}{k!}}(f^{(k)}(a)-P^{(k)}(a))=0\end{aligned}}}
где переход от предпоследнего выражения к последнему следует из определения производной в точке x = a.